# Grabungsschutzgebiet

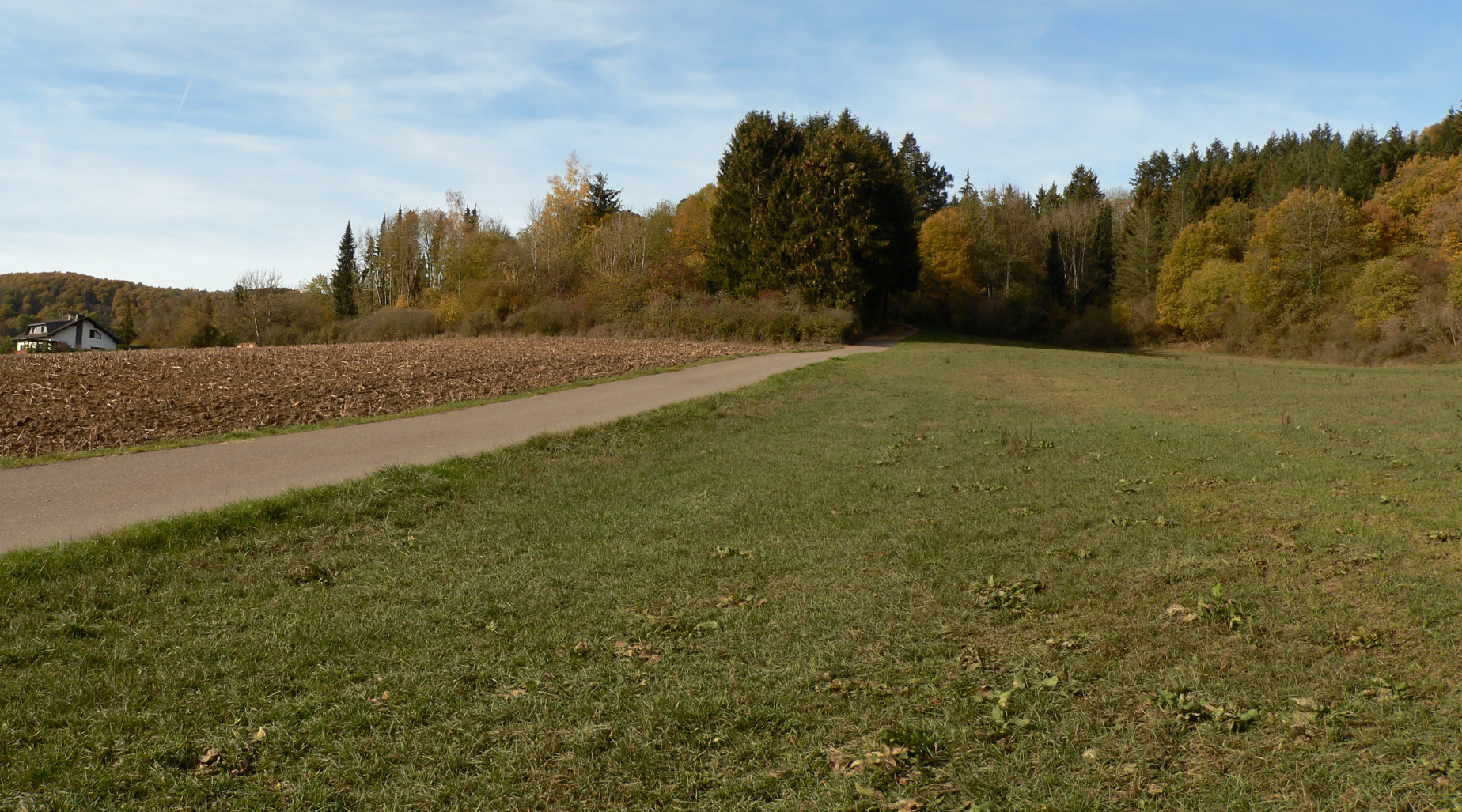
Als Grabungsschutzgebiet geschützte Ackerflächen beim Römischen Gutshof „Im Weiler“

Ein Grabungsschutzgebiet ist ein von den Denkmalbehörden durch Verordnung bezeichnetes Gebiet, in dem wegen vorhandener oder vermuteter  Bodendenkmale Ausgrabungen und andere Maßnahmen untersagt sind oder der Genehmigung unterliegen.  Nähere rechtliche Regelungen enthalten in Deutschland die Denkmalschutzgesetze der Bundesländer. Verstöße werden als Ordnungswidrigkeiten geahndet.

## Schutzzweck
Durch die Unterschutzstellung soll verhindert werden, dass archäologische Funde und Befunde der wissenschaftlichen Forschung verloren gehen. Sie könnten bei Bodeneingriffen zerstört, nicht bekannt oder beseitigt werden.
Es gibt eine befristete und eine unbefristete Unterschutzstellung. Durch Letztere sollen Bodendenkmale langfristig geschützt werden, damit eine archäologische Erforschung mit verbesserten technischen Möglichkeiten in der Zukunft erfolgen kann.

## Ausgrabungen
Der Zweck von Grabungsschutzgebieten ist die langfristige Erhaltung von Bodendenkmalen, die wichtiger als ihre Erforschung angesehen wird. Die ungestörte Bewahrung der Fundstelle hat grundsätzlich Vorrang vor Ausgrabungen. Sie sind nur in sehr geringem Ausmaß denkbar, da sie Bodendenkmale zerstören können. Grabungen werden in Einzelfällen durchgeführt, um grundlegende Fragen zu klären wie eine Datierung, oder als Dokumentation vor Bauvorhaben. Anstatt von Bodeneingriffen stehen Archäologen eine Reihe von nichtinvasiven Methoden zur Verfügung, um den Untergrund zerstörungsfrei zu erkunden. Dazu zählen beispielsweise Bodenradar, Geomagnetik und -elektrik, Airborne Laserscanning sowie Luftbildarchäologie.

## Genehmigungspflichtige Maßnahmen
In Grabungsschutzgebieten bedürfen alle Arbeiten, die Kulturdenkmale zutagefördern oder gefährden können, einer Genehmigung der Denkmalschutzbehörde. Genehmigungspflichtige Bodennutzungen sind beispielsweise:
- Erdarbeiten durch Bodenabgrabungen oder Bodenaufschüttungen
- Baumaßnahmen
- Verlegen von Leitungen
- Aufstellen von Schildern
- Anlegen von Holzstapeln
- Befahren mit Fahrzeugen
- Durchführung von Veranstaltungen

## Rechtsvorschriften
Aufgrund der Kulturhoheit der Länder (Art. 30 Grundgesetz) ist die Denkmalschutz-Gesetzgebung Sache der 16 Bundesländer. Grabungsschutzgebiete sind in den jeweiligen Ländergesetzen definiert.
| - Gesetz zum Schutz der Kulturdenkmale des Landes Baden-Württemberg - Bayerisches Denkmalschutzgesetz - Denkmalschutzgesetz Berlin - Brandenburgisches Denkmalschutzgesetz - Gesetz zur Pflege und zum Schutz der Kulturdenkmäler Bremen - Denkmalschutzgesetz Hamburg - Hessisches Denkmalschutzgesetz - Denkmalschutzgesetz von Mecklenburg-Vorpommern | - Niedersächsisches Denkmalschutzgesetz - Gesetz zum Schutz und zur Pflege der Denkmäler im Lande Nordrhein-Westfalen - Denkmalschutzgesetz Rheinland-Pfalz - Saarländisches Denkmalschutzgesetz - Sächsisches Denkmalschutzgesetz - Denkmalschutzgesetz des Landes Sachsen-Anhalt - Gesetz zum Schutz der Denkmale Schleswig-Holstein - Thüringer Denkmalschutzgesetz |

## Rechtliche Situation in Baden-Württemberg
In Baden-Württemberg ist die Ausweisung von Grabungsschutzgebieten im Gesetz zum Schutz der Kulturdenkmale des Landes Baden-Württemberg geregelt, wonach die unteren Denkmalschutzbehörden ermächtigt sind, „Gebiete, die begründeter Vermutung nach Kulturdenkmale von besonderer Bedeutung bergen, durch Rechtsverordnung zu Grabungsschutzgebieten zu erklären.“ Darin dürfen Arbeiten, durch die verborgene Kulturdenkmale zutage gefördert oder gefährdet werden können, nur mit Genehmigung vorgenommen werden, die das Landesamt für Denkmalpflege Baden-Württemberg im Benehmen mit einem der vier Regierungspräsidien als höhere Denkmalschutzbehörde erteilt. Die bisherige land- und forstwirtschaftliche Nutzung bleibt unberührt. Das Gesetz sieht für Zuwiderhandlungen Geldbußen bis zu 500.000 Euro vor.

## Rechtliche Situation in Niedersachsen
In Niedersachsen ist die Ausweisung von Grabungsschutzgebieten im Niedersächsischen Denkmalschutzgesetz geregelt. Danach kann das Niedersächsische Landesamt für Denkmalpflege  Flächen, in denen Kulturdenkmale von herausragender landes- oder kulturgeschichtlicher Bedeutung vorhanden sind oder vermutet werden, durch Verordnung zu Grabungsschutzgebieten erklären. Zuvor findet ein Anhörungsverfahren statt.
Bei einer Einschränkung der land- und forstwirtschaftlichen Nutzung wird eine Entschädigung gezahlt. Untersagte Handlungen in Grabungsschutzgebieten stellen eine Ordnungswidrigkeit dar und können durch eine Geldbuße von bis zu 250.000 Euro geahndet werden.

## Grabungsschutzgebiete in Niedersachsen
Derzeit (2020) gibt es in Niedersachsen die folgenden sechs Grabungsschutzgebiete zu archäologischen Denkmalen:
- Bronzezeitliche Siedlung beim Archäologischen Zentrum Hitzacker, seit 1990[5]
- Pestruper Gräberfeld bei Wildeshausen, seit 1992[6]
- Siedlung aus der römischen Kaiserzeit in Schwanewede-Neuenkirchen, seit 1995[7]
- Neuzeitliche Befestigungen auf dem Plateau des Wurmbergs im Harz, seit 2003[8]
- Lüneburger Saline[9]
- Mehrphasige Siedlung „Pferdekamp“ bei Hoogstede[10]
- Römerlager Hedemünden in Hedemünden[11]

In Vorbereitung ist folgendes Gebiet:
- Ringwall von Oersdorf bei Oersdorf